# Miss Florida USA

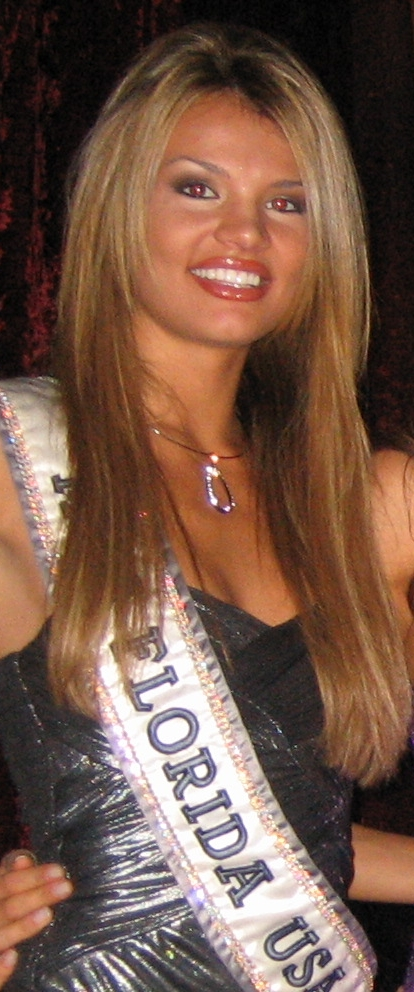
Jessica Rafalowski, Miss Flórida USA 2008

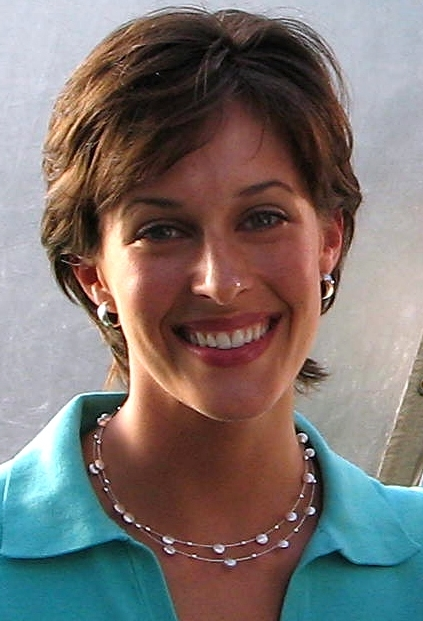
Jenna Edwards, Miss Flórida USA 2007

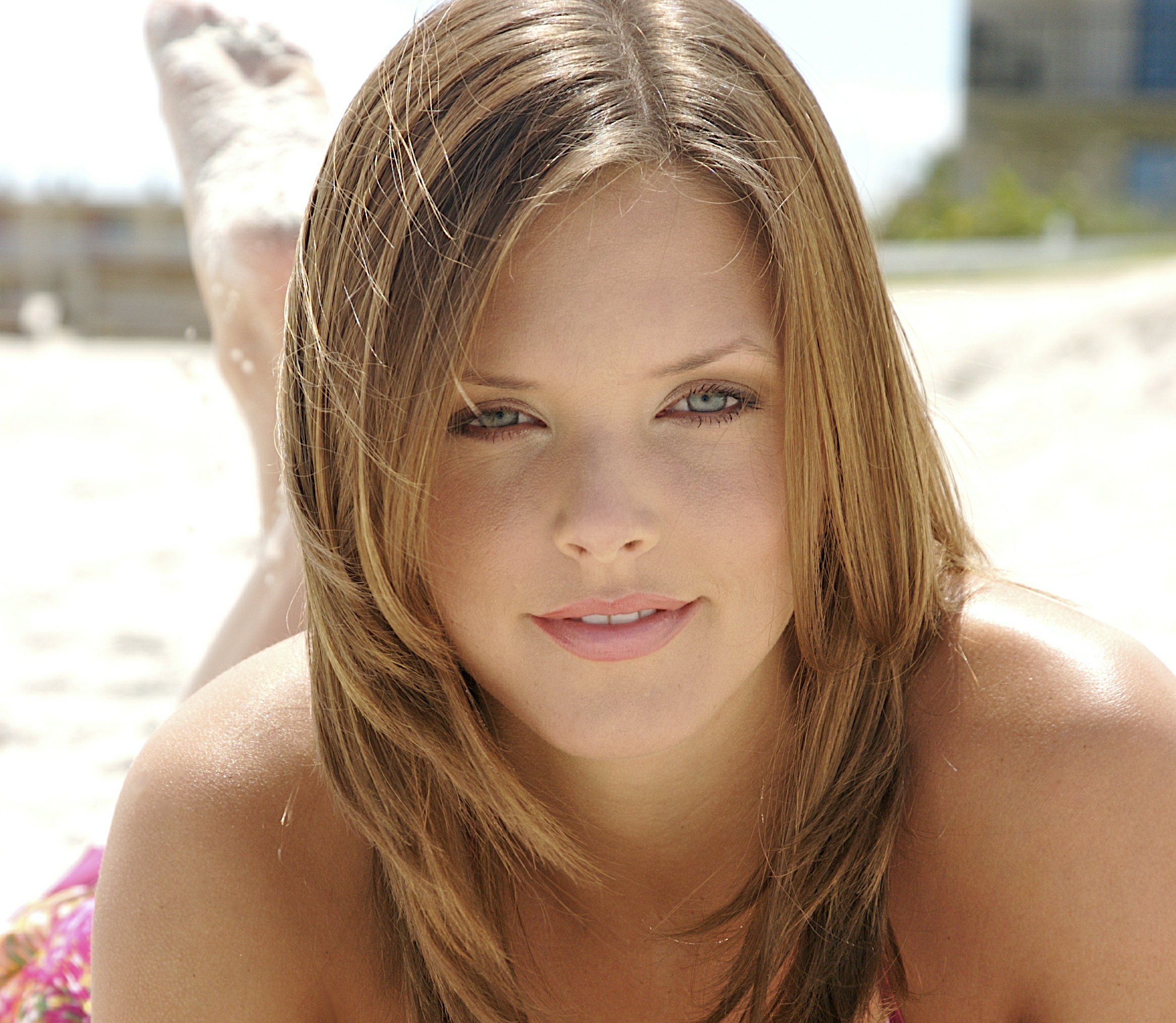
Melissa Witek, Miss Flórida USA 2005

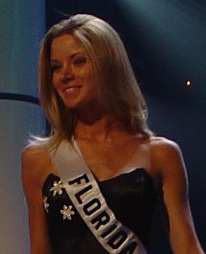
Kristen Berset, Miss Flórida USA 2004

O concurso Miss Flórida USA é a etapa da Flórida para o concurso Miss USA. Apesar de o Estado ter um dos melhores desempenhos, jamais venceu o concurso nacional mesmo Cheryl Patton tendo assumido a coroa devido à eleição de Sylvia Hitchcock como Miss Universo 1967.
Os melhores resultados da Flórida no Miss USA se verificaram entre meados dos anos 60 e meados dos anos 70. A mais recente classificação ocorreu com Génesis Dávila, que ficou no Top 5 em 2018.
Duas ex-misses Flórida Teen USA venceram a disputa adulta e três vencedoras também participaram do Miss America.

## Sumário de resultados

### Classificações
- Miss USA's: Cheryl Patton (1967) foi 3ª colocada no Miss USA, mas foi sucedida no trono quando a Miss USA se tornou Miss Universo.
- 2ªs colocadas: Marcia Valibus (1958), Helen Cabrera (1987)
- 3ªs colocadas: Nanita Greene (1959), Barbara Bowser (1980)
- 4ªs colocadas: Mary-Margaret Humes (1975), Monica Farrell (1988)
- 5ªs colocadas:  Nancy Wakefield (1960), Randy Beard (1966), Melissa Witek (2005), Cristin Duren (2006), Brittany Oldehoff (2014)
- Top 5: Génesis Dávila (2018)
- Top 6: Shannon Depuy (1995), Angelia Savage (1997)
- Top 10: Kristen Berset (2004), Jessica Rafalowski (2008), Nicolette Jennings (2019)
- Top 12: Susan Aileen Deaton (1971), Stacy Evans (1973), Cynthia Zach (1974), April Shaw (1978)
- Top 15: Kay Duggar (1953), Mariles Gessler (1955), Mary Junquera (1969), Cheryl Johnson (1970)
- Top 16:  Lissette Garcia (2011)

### Premiações Especiais
- Miss Fotogenia: Shannon Ford (2002), Cristin Duren (2006)
- Miss Simpatia: Linda LeFevre (1977)
- Melhor Traje Típico Estadual: Nancy England (1963)

## Vencedoras
| Ano  | Nome                   | Cidade            | Idade1 | Clasificação no Miss USA | Premiações Especiais no Miss USA | Notas |
| ---- | ---------------------- | ----------------- | ------ | ------------------------ | -------------------------------- | --- |
| 2020 | Monique Evans          | Naples            | 28     |                          |                                  | Foi Miss Texas 2014 |
| 2019 | Nicolette Jennings     | Clearwater Beach  | 22     | Semifinalista (TOP 10)   |                                  | |
| 2018 | Génesis Dávila         | Miami             | 25     | Finalista (Top 5)        |                                  | Foi Miss Florida USA 2017. |
| 2017 | Linette De Los Santos  | Sunny Isles Beach | 24     |                          |                                  | Linette foi 2ª colocada no Miss Florida USA 2017 mas assumiu o título após a vencedora Genesis Dávila ser destronada por descumprir regras do concurso. |
| 2016 | Brie Gabrielle         | Palm Beach        | 25     |                          |                                  | |
| 2015 | Ashleigh Lollie        | Grand Ridge       | 25     |                          |                                  | |
| 2014 | Brittany Oldehoff      | Fort Lauderdale   | 25     | 5ª colocada              |                                  | Modelo na 7ª edição do reality Project Runway |
| 2013 | Michelle Aguirre       | Hialeah           | 20     |                          |                                  | |
| 2012 | Karina Brez            | Wellington        | 24     |                          |                                  | Nascida na Ucrânia, gemolóloga |
| 2011 | Lissette Garcia        | Miami             | 24     | Semifinalista (TOP 16)   |                                  | |
| 2010 | Megan Clementi         | Orlando           | 25     |                          |                                  | Top 10 no National Sweetheart 2006 |
| 2009 | Anastagia Pierre       | Plantation        | 20     |                          | style="background:#FFFACD;"      | Foi Miss Florida Teen USA 2004. |
| 2008 | Jessica Rafalowski     | DeLand            | 21     | Semifinalista (TOP 10)   |                                  | |
| 2007 | Jenna Edwards          | North Miami       | 25     |                          |                                  | Foi Miss Florida 2004, Miss Oktoberfest 2000 como Miss Mississippi, Miss Teen All American 1999 como Miss Mississippi                                   |
| 2006 | Cristin Duren          | Panama City       | 24     | 5ª colocada              | Miss Photogenic                  | Foi Miss Florida Teen USA 1997 e primeira mulher a vencer Miss Fotogenia no Miss Teen USA e no Miss USA                                                 |
| 2005 | Melissa Witek          | Cocoa Beach       | 24     | 5ª colocada              |                                  | Competiu no Treasure Hunters da NBC |
| 2004 | Kristen Berset         | St. Petersburg    | 22     | Semifinalista (TOP 10)   |                                  | |
| 2003 | Carrie Ann Mewha       | Fort Lauderdale   | 24     |                          |                                  | |
| 2002 | Shannon Ford           | Miami             | 25     |                          | Miss Fotogenia                   | Miami Dolphins NFL Cheerleader e competidora da terceira temporada de The Bachelor                                                                      |
| 2001 | Julie Donaldson        | Ponte Vedra Beach | 23     |                          |                                  | |
| 2000 | Kristin Ludecke        | Eustes            | 23     |                          | Prêmio de Moda                   | Foi Miss Florida 1995; filha da Miss Florida USA 1970 Cheryl Johnson                                                                                    |
| 1999 | Melissa Quesada        |                   |        |                          |                                  | Miss Teen All American 1995, Miss United States Teen 1997                                                                                               |
| 1998 | Jamie Converse         |                   |        |                          |                                  | Mais tarde foi Mrs. Florida America 2007 sob o nome de casada, Jamie Converse-Estrada.                                                                  |
| 1997 | Angelia Savage         | Jacksonville      | 25     | Finalista (TOP 06)       |                                  | |
| 1996 | Idalmis Vidal          | Miami             | 21     |                          |                                  | |
| 1995 | Shannon Depuy          | Tallahassee       | 24     | Finalista (TOP 06)       |                                  | Foi Miss Virginia 1990 and semifinalista no Miss America 1991                                                                                           |
| 1994 | Cynthia Redding        | Deltona           |        |                          |                                  | |
| 1993 | Shakeela Gajadha       | Coral Gables      |        |                          |                                  | |
| 1992 | Sharon Belden          |                   |        |                          |                                  | Foi Miss World USA 1992 e semi-finalista no Miss Mundo 1992                                                                                             |
| 1991 | Rosa Velilla           |                   |        |                          |                                  | |
| 1990 | Tricia Hahn            |                   |        |                          |                                  | |
| 1989 | Jennifer Parker        |                   |        |                          |                                  | |
| 1988 | Monica Farrell         |                   |        | 4ª colocada              |                                  | Foi Miss Florida 1985 |
| 1987 | Clotilde Helen Cabrera | Tampa             | 22     | 2ª colocada              |                                  | Primeira Afro-Americana a vencer o Miss Florida USA e depois o Miss World USA 1987. Competiu no Miss Mundo 1987                                         |
| 1986 | Kathy Rosenwinkel      | Orlando           |        |                          |                                  | |
| 1985 | Barbi Losh             | North Miami Beach |        |                          |                                  | |
| 1984 | Stacy Hassfurder       | Tallahassee       |        |                          |                                  | |
| 1983 | Janet Chesser          | Daytona Beach     |        |                          |                                  | |
| 1982 | Lisa Smith             | Margate           |        |                          |                                  | top 10 no Miss World USA 1980 |
| 1981 | Valerie Lundeen        | Miami             |        |                          |                                  | |
| 1980 | Barbara Bowser         | Miami Springs     |        | 3ª colocada              |                                  | |
| 1979 | Penny Sheridan         | Merritt Island    |        |                          |                                  | |
| 1978 | April Shaw             | Lakeland          |        | Semi-finalista           |                                  | |
| 1977 | Linda LeFevre          | Gainesville       |        |                          | Miss Simpatia                    | |
| 1976 | Leigh Walsh            | Coral Gables      |        |                          |                                  | |
| 1975 | Mary-Margaret Humes    | Coral Gables      |        | 4ª colocada              |                                  | atriz conhecida pelo papel de Gale Leery na série Dawson's Creek.                                                                                       |
| 1974 | Cynthia Zach           |                   |        | Semi-finalista           |                                  | |
| 1973 | Stacy Evans            |                   |        | Semi-finalista           |                                  | |
| 1972 | Coni Ensor             |                   |        | 4ª colocada              |                                  | |
| 1971 | Susan Deaton           |                   |        | Semifinalista            |                                  | |
| 1970 | Cheryl Johnson         | Orlando           |        | Semi-finalista           |                                  | Mãe da Miss Florida USA 2000 Kristin Ludecke, foi coroada Miss Dixie 1967.                                                                              |
| 1969 | Mary Junquera          |                   |        | Semi-finalist            |                                  | |
| 1968 | Leslie Bauer           |                   |        |                          |                                  | |
| 1967 | Cheryl Patton          |                   |        | 3ª colocada              |                                  | Se tornou Miss USA 1967 depois que Sylvia Hitchcock foi eleita Miss Universo 1967 e a 2ª colocada recusou o título.                                     |
| 1966 | Randy Beard            |                   |        | 5ª colocada              |                                  | |
| 1965 | Karol Kelly            |                   |        |                          |                                  | semifinalista no Miss American Beauty 1967, título da representante americana no Miss Beleza Internacional                                              |
| 1964 | Candance Davenport     |                   |        |                          |                                  | |
| 1963 | Nancy England          |                   |        |                          | Melhor Traje Típico              | |
| 1962 | Sharon Conrad          |                   |        |                          |                                  | |
| 1961 | Peggy Defreitas        |                   |        |                          |                                  | |
| 1960 | Nancy Wakefield        |                   |        | 5ª colocada              |                                  | |
| 1959 | Nanita Greene          |                   |        | 3ª colocada              |                                  | |
| 1958 | Marcia Valibus         |                   |        | 2ª colocada              |                                  | |
| 1957 | Deanie Cates           |                   |        |                          |                                  | |
| 1956 | Kim Meyer              |                   |        |                          |                                  | |
| 1955 | Mariles Gessler        |                   |        | Semi-finalista           |                                  | |
| 1954 | Rosemary Talucci       |                   |        |                          |                                  | |
| 1953 | Kay Duggar             |                   |        | Semi-finalista           |                                  | |
| 1952 | Yvonne Peairs          |                   |        |                          |                                  | |

1 Idade à época do concurso Miss USA